# Gran Premio de Le Mans de Motociclismo
El Gran Premio de Las Naciones de Motociclismo de 1991 fue la decimocuarta y penúltima prueba de la temporada 1991 del Campeonato Mundial de Motociclismo. El Gran Premio se disputó el 8 de septiembre de 1991 en el Circuito Bugatti de Le Mans. Esta prueba sustituyó al Gran Premio de Brasil, que no pudo disputarse por problemas económicos.

## Resultados 500cc
Wayne Rainey tan solo necesitó ser tercero para conseguir el Campeonato Mundial de 500cc. Kevin Schwantz consiguió la victoria, seguido del australiano Mick Doohan.
| Pos.     | Piloto               | Equipo                 | Moto   | Tiempo     | Pts. |
| -------- | -------------------- | ---------------------- | ------ | ---------- | ---- |
| 1        | Kevin Schwantz       | Lucky Strike Suzuki    | Suzuki | 47:37.764  | 20   |
| 2        | Mick Doohan          | Rothmans Honda Team    | Honda  | +0.148     | 17   |
| 3        | Wayne Rainey         | Marlboro Team Roberts  | Yamaha | +3.468     | 15   |
| 4        | John Kocinski        | Marlboro Team Roberts  | Yamaha | +3.700     | 13   |
| 5        | Wayne Gardner        | Rothmans Honda Team    | Honda  | +3.966     | 11   |
| 6        | Juan Garriga         | Ducados Yamaha         | Yamaha | +37.852    | 10   |
| 7        | Doug Chandler        | Roberts B Team         | Yamaha | +38.342    | 9    |
| 8        | Didier de Radiguès   | Lucky Strike Suzuki    | Suzuki | +39.290    | 8    |
| 9        | Sito Pons            | Campsa Honda Team      | Honda  | +1:30.554  | 7    |
| 10       | Adrien Morillas      | Sonauto Yamaha Mobil 1 | Yamaha | +1:45.040  | 6    |
| 11       | Eddie Laycock        | Millar Racing          | Yamaha | +1 Vuelta  | 5    |
| 12       | Niall Mackenzie      | Roberts B Team         | Yamaha | +1 Vuelta  | 4    |
| 13       | Marco Papa           | Team Marco Papa        | Honda  | +2 Vueltas | 3    |
| 14       | Andreas Leuthe       | Librenti Corse         | Suzuki | +2 Vueltas | 2    |
| 15       | Simon Buckmaster     | Padgett's Racing Team  | Suzuki | +5 Vueltas | 1    |
| Ret      | Cees Doorakkers      | HEK-Baumachines        | Honda  | Ret        |      |
| Ret      | Jean-Philippe Ruggia | Sonauto Yamaha Mobil 1 | Yamaha | Ret        |      |
| Ret      | Michael Rudroff      | Rallye Sport           | Honda  | Ret        |      |
| Ret      | Hans Becker          | Team Romero Racing     | Yamaha | Ret        |      |
| DNS      | Eddie Lawson         | Cagiva Corse           | Cagiva | DNS        |      |
| DNQ      | Nicholas Schmassman  | Schmassman Technotron  | Honda  | DNQ        |      |
| DNQ      | Helmut Schutz        | Rallye Sport           | Honda  | DNQ        |      |
| DNQ      | Martin Trösch        | MT Racing              | Honda  | DNQ        |      |
| DNQ      | Josef Doppler        | Doppler Racing         | Yamaha | DNQ        |      |
| Sources: |                      |                        |        |            |      |

## Resultados 250cc
La carrera se interrumpió en la tercera vuelta debido a los numerosos accidentes en los que habían involucrados la mayoría de los titulares; se extendió en una distancia de 23 vueltas, que dio la victoria al alemán Helmut Bradl frente al español Carlos Cardús y el nuevo campeón del mundo, el italiano Luca Cadalora.
| Pos. | Piloto                    | Moto    | Tiempo    | Pts. |
| ---- | ------------------------- | ------- | --------- | ---- |
| 1    | Helmut Bradl              | Honda   | 40.44.529 | 20   |
| 2    | Carlos Cardús             | Honda   | 40.50.851 | 17   |
| 3    | Luca Cadalora             | Honda   | 40.58.484 | 15   |
| 4    | Wilco Zeelenberg          | Honda   | 41.04.042 | 13   |
| 5    | Masahiro Shimizu          | Honda   | 41.07.106 | 11   |
| 6    | Jochen Schmid             | Honda   | 41.14.848 | 10   |
| 7    | Pierfrancesco Chili       | Aprilia | 41.14.932 | 9    |
| 8    | Jean Pierre Jeandat       | Honda   | 41.25.282 | 8    |
| 9    | Andreas Preining          | Aprilia | 41.26.881 | 7    |
| 10   | Paolo Casoli              | Yamaha  | 41.33.676 | 6    |
| 11   | Alberto Puig              | Yamaha  | 41.34.344 | 5    |
| 12   | Stefan Prein              | Honda   | 41.39.441 | 4    |
| 13   | Marcellino Lucchi         | Aprilia | 41.50.467 | 3    |
| 14   | Erkka Korpiaho            | Aprilia | 42.15.700 | 2    |
| 15   | Urs Jücker                | Yamaha  | 42.16.173 | 1    |
| 16   | Stefano Caracchi          | Yamaha  | 42.39.849 |      |
| 17   | Patrick van den Goorbergh | Yamaha  | 1 Vuelta  |      |
| 18   | Ian Newton                | Honda   | 1 Vuelta  |      |
| 19   | Jean Foray                | Yamaha  | 1 Vuelta  |      |
| Ret  | Frédéric Protat           | Aprilia | Ret       |      |
| Ret  | Corrado Catalano          | Honda   | Ret       |      |
| Ret  | Bernard Haenggeli         | Aprilia | Ret       |      |
| Ret  | Martin Wimmer             | Suzuki  | Ret       |      |
| Ret  | Loris Reggiani            | Aprilia | Ret       |      |
| Ret  | Doriano Romboni           | Honda   | Ret       |      |
| Ret  | Harald Eckl               | Aprilia | Ret       |      |
| Ret  | Àlex Crivillé             | Honda   | Ret       |      |
| Ret  | Renzo Colleoni            | Aprilia | Ret       |      |
| Ret  | Herri Torrontegui         | Suzuki  | Ret       |      |
| Ret  | Bernd Kassner             | Aprilia | Ret       |      |